# Bergheim (Frankrijk)
Bergheim is een gemeente in het departement Haut-Rhin in de regio Grand Est in Frankrijk. De gemeente telde op 1 januari 2022 2.061 inwoners. Bergheim is lid van Les Plus Beaux Villages de France.

## Geschiedenis
De stad Bergheim is gebouwd op de plaats van een voormalig Romeins legerkamp. In 1848 werden mozaïeken ontdekt daterend van deze periode. Deze zijn gedeeltelijk gerestaureerd. Het stadje is vaak van heerser veranderd, maar werd een vrije stad onder Henri de Ribeaupierre. In 1313 kreeg Bergheim het muntrecht, douanerechten en beschermrecht. De uit deze periode daterende vestingwerken zijn goed bewaard gebleven.
De gemeente maakte deel uit van het kanton Ribeauvillé tot dit in 2014 werd opgeheven en de gemeenten werden opgenomen in het kanton Sainte-Marie-aux-Mines. in 2015 werd ook het arrondissement Ribeauvillé opgeheven en werden de gemeente opgenomen in het nieuwe arrondissement Colmar-Ribeauvillé.
In 2015 werden in Bergheim de resten gevonden van een oorlogsgraf uit het neolithicum, circa 6000 jaar geleden. Het graf is bijzonder omdat het bestaat uit vijf complete en een aantal incomplete skeletten, waaronder vier armen. De begravenen zijn waarschijnlijk op zeer gewelddadige wijze om het leven gekomen.

## Geografie
De oppervlakte van Bergheim bedroeg op 1 januari 2022 19,16 vierkante kilometer; de bevolkingsdichtheid was toen 107,6 inwoners per km².

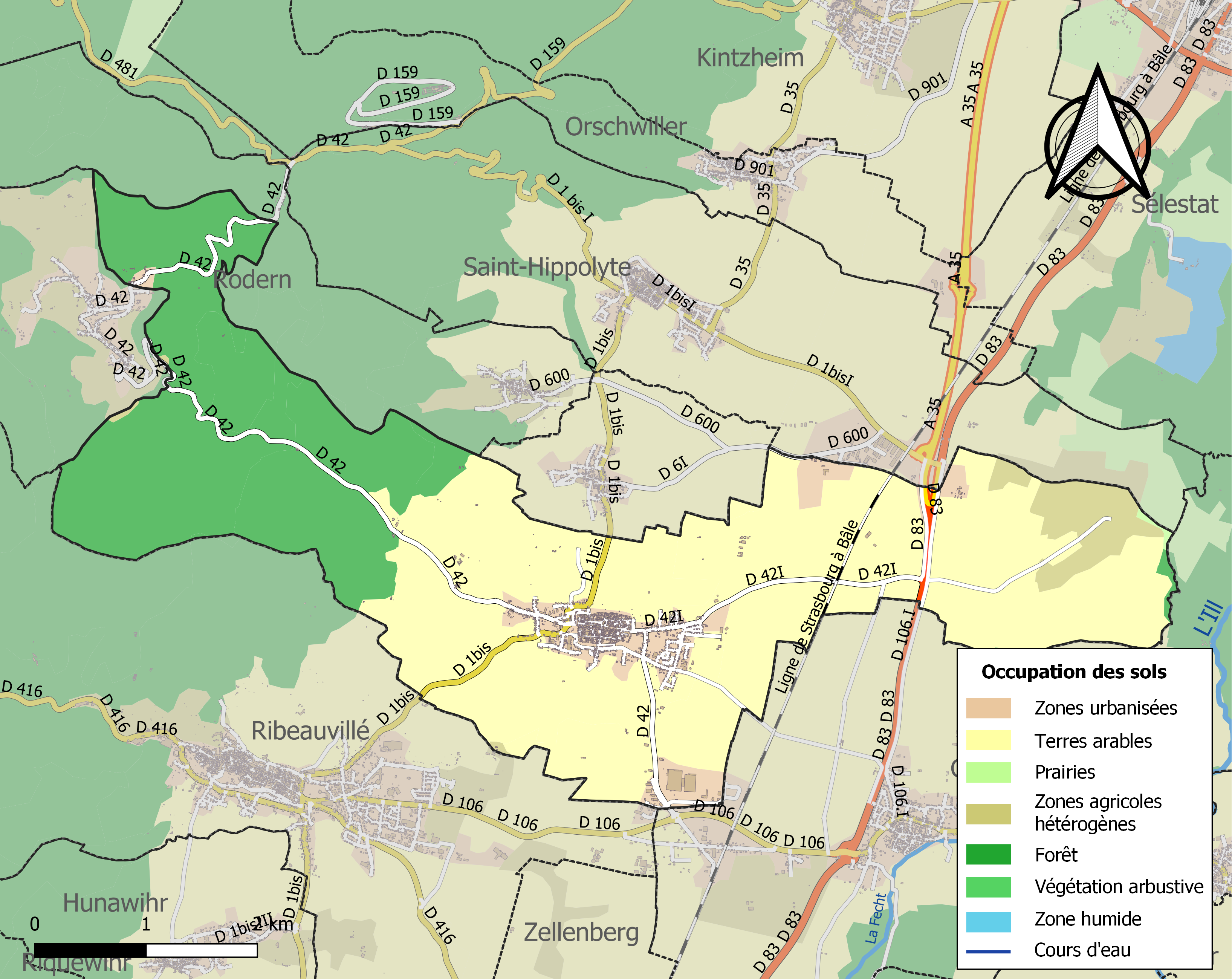
Kaart van de gemeente met de belangrijkste infrastructuur, bodemgebruik en omliggende gemeenten

## Demografie
Onderstaande figuur toont het verloop van het inwonertal (bron: INSEE-tellingen).

## Afbeeldingen

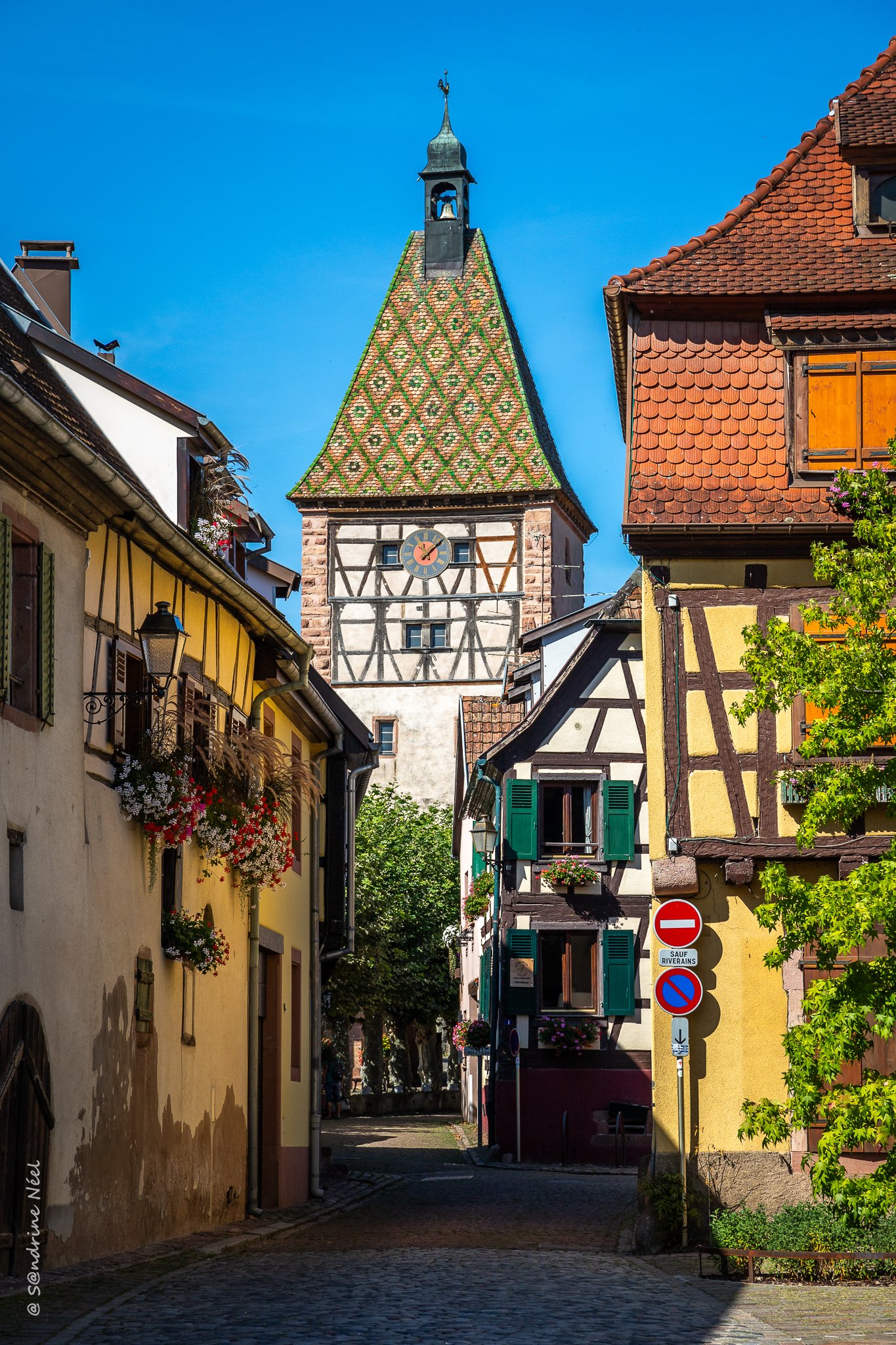
Porte Haute
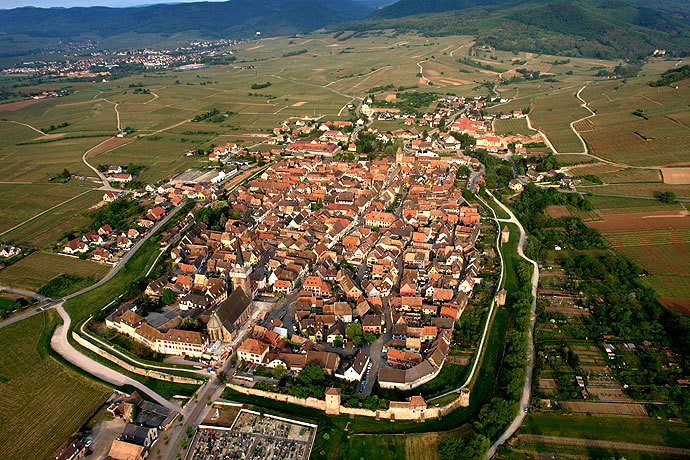
Bergheim vanuit de lucht
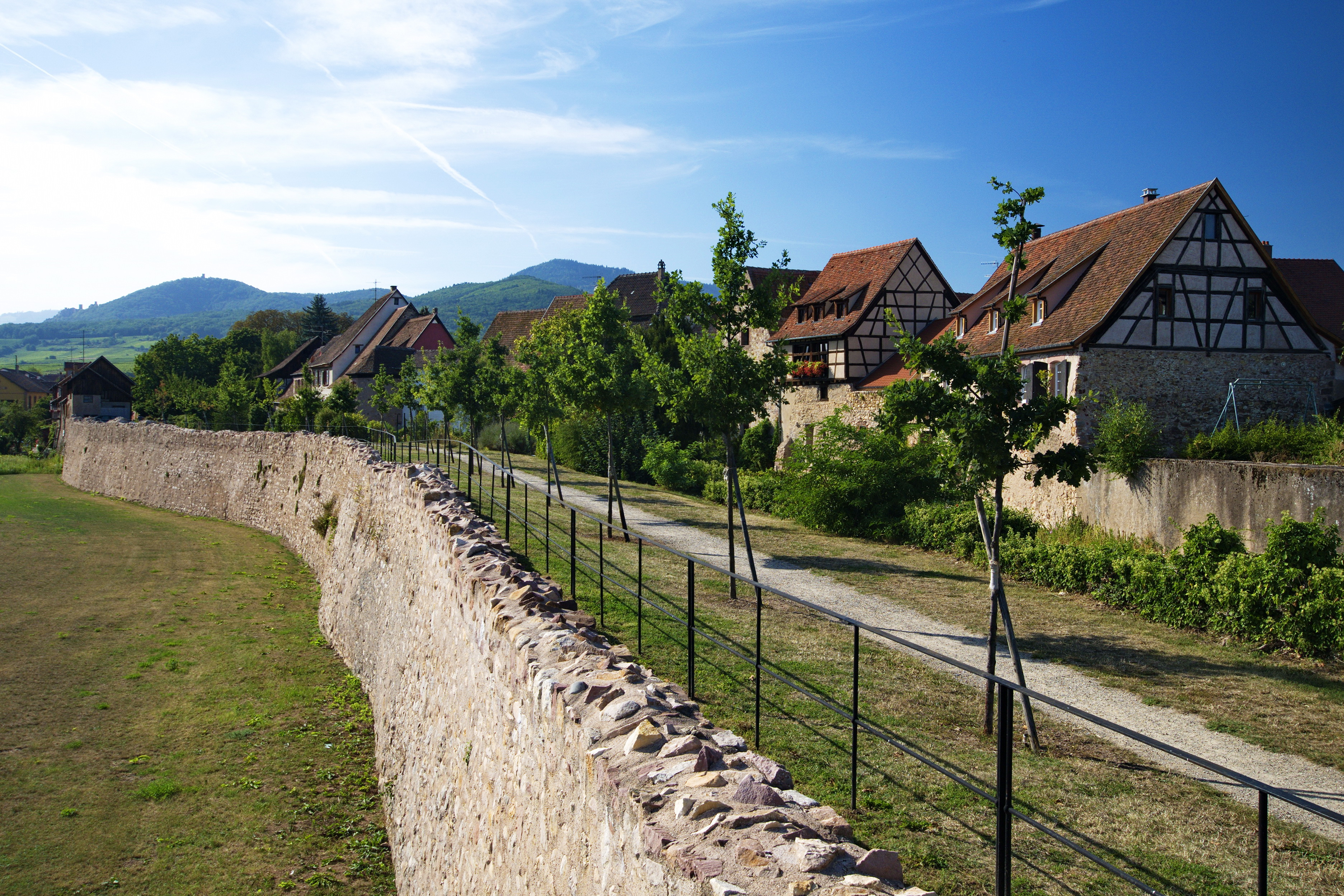
Stadsmuur
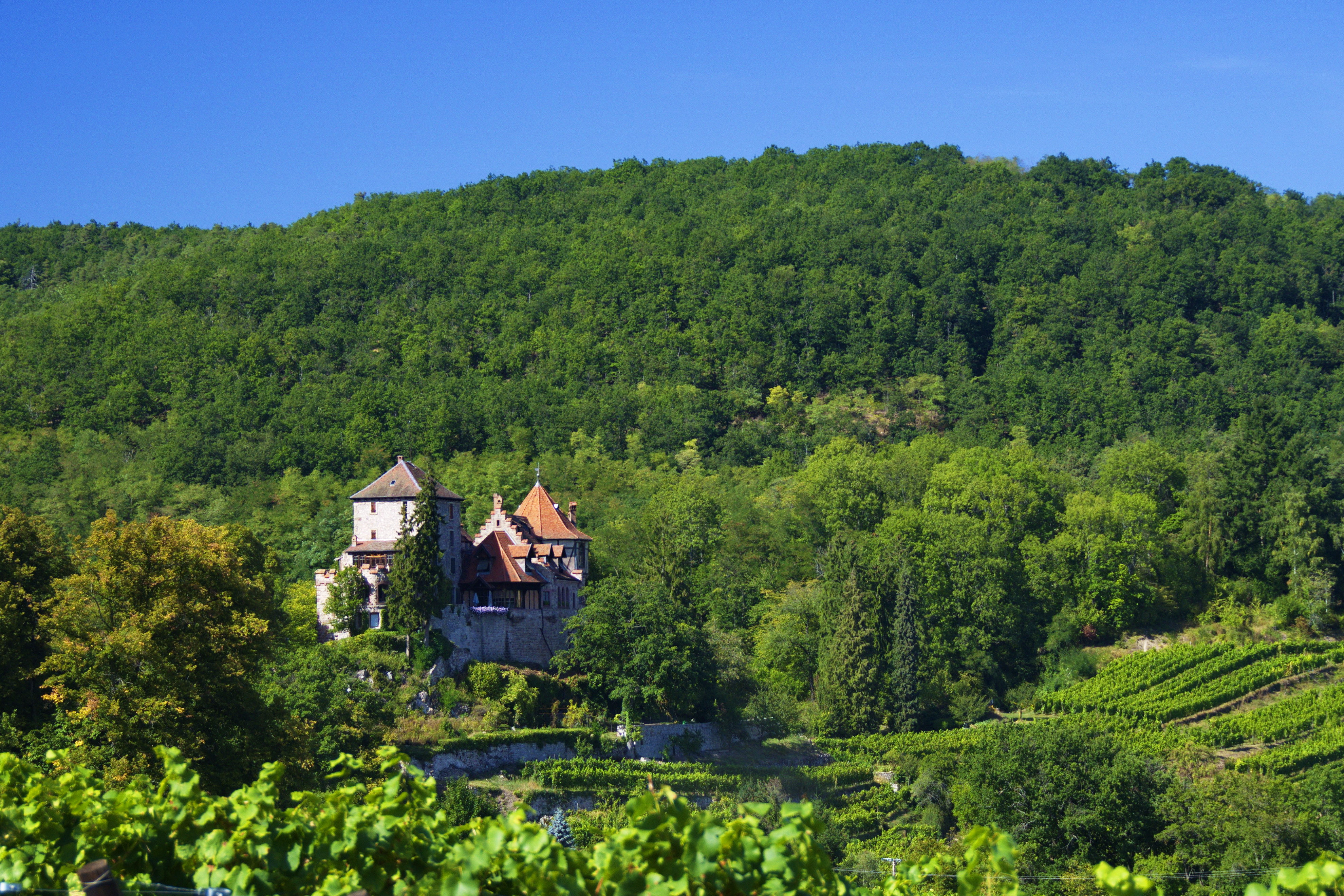
Château de Reichenberg